# Olympische Sommerspiele 1956/Gewichtheben – Schwergewicht (Männer)
Bei den Olympischen Spielen 1956 in der australischen Metropole Melbourne wurde am 26. November im Royal Exhibition Building das Gewichtheben im Schwergewicht für Männer ausgetragen.
Es gewann der US-Amerikaner Paul Anderson vor dem Argentinier Humberto Selvetti sowie dem Italiener Alberto Pigaiani.
Die Athleten traten im sogenannten Dreikampf gegeneinander an. Dieser umfasste neben den heute üblichen Disziplinen Reißen und Stoßen noch das Drücken. Dabei musste der Heber das Gewicht zuerst umsetzen und dann ohne Beineinsatz zur Hochstrecke bringen.
Laut den Wettkampfbestimmungen der International Weightlifting Federation (IWF) musste das Körpergewicht jedes Boxers im Schwergewicht mehr als 90 kg betragen.

## Teilnehmende Nationen
Insgesamt nahmen neun Sportler aus folgenden neun Nationen teil.
| - Argentinien (1) - Finnland (1) - Indien (1) | - Iran (1) - Italien (1) - Kanada (1) | - Neuseeland (1) - Österreich (1) - Vereinigte Staaten (1) |

## Ergebnis
Während des Wettkampfs wurden sechs Rekorde aufgestellt: Der Sieger Paul Anderson stellte mit 500,0 kg (total), 145,0 kg im Reißen und 187,5 kg im Stoßen jeweils einen olympischen Rekord auf. Auch drei olympische Rekorde schaffte der Zweitplatzierte Humberto Selvetti: 500,0 kg (total), 175,0 kg im Drücken sowie 145,0 kg im Reißen
Anmerkung: Olympischer Rekord 
| Rang | Name                | Nation             | KG [ kg ] | Dreikampf [ kg ] | Drücken [ kg ] | Drücken [ kg ] | Drücken [ kg ] | Reißen [ kg ] | Reißen [ kg ] | Reißen [ kg ] | Stoßen [ kg ] | Stoßen [ kg ] | Stoßen [ kg ] |
| Rang | Name                | Nation             | KG [ kg ] | Dreikampf [ kg ] | Versuch        | Versuch        | Versuch        | Versuch       | Versuch       | Versuch       | Versuch       | Versuch       | Versuch       |
| Rang | Name                | Nation             | KG [ kg ] | Dreikampf [ kg ] | 1              | 2              | 3              | 1             | 2             | 3             | 1             | 2             | 3             |
| ---- | ------------------- | ------------------ | --------- | ---------------- | -------------- | -------------- | -------------- | ------------- | ------------- | ------------- | ------------- | ------------- | ------------- |
| 1    | Paul Anderson       | Vereinigte Staaten | 137,9     | 500,0            | 167,5          | 172,5          | 172,5          | 140,0         | 145,0         | 145,0         | 187,5         | 187,5         | 187,5         |
| 2    | Humberto Selvetti   | Argentinien        | 143,5     | 500,0            | 165,0          | 175,0          | 180,0          | 135,0         | 140,0         | 145,0         | 170,0         | 180,0         | 185,0         |
| 3    | Alberto Pigaiani    | Italien            | 131,8     | 452,5            | 145,0          | 150,0          | 150,0          | 125,0         | 130,0         | 130,0         | 165,0         | 172,5         | 175,0         |
| 4    | Firouz Pojhan       | Iran               | 99,5      | 450,0            | 140,0          | 147,5          | 150,0          | 125,0         | 130,0         | 132,5         | 162,5         | 170,0         | 175,0         |
| 5    | Eino Mäkinen        | Finnland           | 108,6     | 432,5            | 122,5          | 127,5          | 130,0          | 130,0         | 135,0         | 137,5         | 162,5         | 167,5         | 172,5         |
| 6    | Dave Baillie        | Kanada             | 125,6     | 432,5            | 140,0          | 147,5          | 155,0          | 122,5         | 130,0         | 130,0         | 155,0         | 162,5         | 162,5         |
| 7    | Franz Hölbl         | Österreich         | 123,8     | 425,0            | 142,5          | 147,5          | 147,5          | 120,0         | 125,0         | 127,5         | 157,5         | 157,5         | 165,0         |
| 8    | Hugh Jones          | Neuseeland         | 120,7     | 397,5            | 117,5          | 125,0          | 130,0          | 115,0         | 122,5         | 127,5         | 145,0         | 150,0         | 155,0         |
| 9    | Dandamudi Rajagopal | Indien             | 113,0     | 360,0            | 115,0          | 122,5          | 130,0          | 100,0         | 105,0         | 110,0         | 132,5         | 132,5         | 137,5         |